# سوء التغذية في جنوب إفريقيا
لا يزال سوء التغذية مشكلة في جمهورية جنوب أفريقيا بالرغم من أنه غير منتشر في بلدان إفريقية أخرى جنوب الصحراء الكبرى .
وُلد 15٪ من رُضع جنوب أفريقيا بوزن ولادة منخفض. 5 ٪ من أطفال جنوب أفريقيا لديهم نقصان في الوزن ويعتبر أن لديهم الهُزال. منذ تسعينيات القرن الماضي، ظلت مشكلة سوء التغذية في جنوب أفريقيا مستقرة إلى حد ما. تشير التقديرات إلى خسارة جنوب أفريقيا حوالي 1،1مليار دولار أمريكي من الناتج الإجمالي المحلي كل عام بوجود نقص الفيتامينات والمعادن الناجم عن سوء التغذية، بالرغم من أن تشير التقديرات أن سيُكلف 55 مليار دولار أمريكي فقط لتخفيف تلك المشكلة من خلال تدخلات التغذية بالمغذيات الدقيقة.
يختلف انتشار سوء التغذية في جنوب أفريقيا عبر مناطق جغرافية ومجموعات اجتماعية اقتصادية مختلفة. يعاني الكثير من الرُضع في أفريقيا من سوء التغذية لأن أمهاتهم لا يرضعونهم. إن الأمهات اللاتي لا يرضعن أطفالهن، يفعلن ذلك تجنبًاً إصابة أطفالهن بعدوى الإيدز. وجدت دراسة وزارة الصحة التابعة لجنوب أفريقا في عام 2010 أن 2,30٪ من النساء الحوامل مصابون بالإيدز في جنوب أفريقا. يمكن أن يُسبب سوء التغذية عدة مشاكل صحية مختلفة مثل البلاجرا.
تختلف عواقب سوء التغذية  المحددة وفقًا للفرد والمغذيات المحددة التي ينقصها نظام الفرد الغذائي. أقامت وزارة الصحة التابعة لجنوب أفريقيا برامج ومبادرات متنوعة مثل برنامج التغذية المتكامل لمكافحة آثار سوء التغذية الضارة. واجهت جميع البرامج والمبادرات تحديات كبيرة، ونتيجةً لذلك، يختلف معدلات نجاحها الفردي اختلافًا كبيرًا.

## الآثار الصحية
يمكن لسوء التغذية أن يؤدي إلى انقضاض مضاعفات صحية إضافية حتى الموت في نهاية المطاف. في الحقيقة، وجدت اليونيسف 4,11٪ من وفيات أطفال جنوب أفريقيا دون سن الخامسة يمكن أن تُعزى إلى الوزن المنخفض مما يجعل انخفاض الوزن عند الولادة ثاني أهم سبب لوفيات الأطفال في جنوب أفريقيا. وفقُا لإحصائيات عام 2008، إن 6,5 مليون حالة وفاة من أصل 10 ملايين حالة وفاة للأطفال يمكن أن تُعزى إلى سوء التغذية. بالرغم من أن جميع حالات سوء التغذية في جنوب أفريقيا لن تؤدي بالضرورة إلى الوفاة، فمن المرجح أن تؤدي إلى تدهور الصحة. إن أكثر الحالات الصحية الضارة التي يمكن الوقاية منها، والأكثر بروزًاً، المرتبطة بسوء التغذية هي أوجه نقص في المغذيات.

## نقص الفيتامينات والمعادن
يؤدي النقصان في مستويات الحديد إلى فقر الدم وهو حالة مصنفة بانخفاض مستويات الهيموجلوبين في الدم. إن 21,4٪ من أطفال ما قبل المرحلة الدراسية لديهم فقر الدم في جنوب أفريقيا. إن فقر الدم سبب رئيسي لوفيات الأمهات. فما يقرب من 50٪ من النساء الحوامل لديهن فقرالدم في جنوب أفريقيا. يسبب فقر الدم الإرهاق والضعف. إذا لم يعالج لفترات طويلة من الوقت، فيمكنه أن يدمر القلب، والمخ، وأعضاء حيوية أخرى.
ثمة مشكلة تغذية شائعة أخرى بين مواطني جنوب أفريقيا ألا وهي نقص كالسيوم الدم. وُجد في دراسة أقيمت من مجتمع ريفي تابع لجنوب أفريقيا تم اختياره عشوائيًا أن  13,2٪ من الأطفال لديهم مستويات كالسيوم منخفضة  في الدم بشكل غير سوي. أقيمت دراسات إضافية حول أطفال جنوب أفريقيا مُبينة أن يمكن لهذا النقص أن يؤدي إلى كُساح الأطفال. يُسبب الكساح الضعف والألم في العظام وهياكل الأسنان، وضعف النمو، وتشنجات العضلات وتشوهات الهيكل العظمي.
إن العديد من مواطني جنوب أفريقيا لديهم نقص في الثيامين (فيتامين ب1). يمكن للنقص الخطير في هذا المغذي الحيوي أن يؤدي إلى البيريبيري الذي لديه أعراض فورية يسبب خمول حاد. إذا لم يتم معالجته، يمكن للبيريبيري أن يسبب التهاب الجهاز العصبي، وحتي فشل القلب. إن فشل القلب المصاحب لمرض البيريبيري جلي بشكل خاص في جوهانسبرج، عاصمة جنوب إفريقيا.
يوجد مرضٌ آخر شائع في جنوب أفريقيا هو البلاجرا. يلاحظ دكتور د بلوسمون، طبيب، معدل مرتفع في البلاجرا بين مرضى مستشفى في سويتو، بجنوب أفريقيا. يبدو أن البلاجرا شائع بشكل خاص في المرضى الذين يعتمدون في نظامهم الغذائي على الذرة. يحدث هذا المرض بسبب نقص النياسين. اتسمت أعراض البلاجرا بأربعة مخاطر؛ التهاب الجلد، والإسهال، والخرف، والموت. يُسبب البلاجرا بمضيقات في الجهاز الهضمي مثل الإسهال، والغثيان، والتقيؤ، وآلام في البطن، وضعف الشهية. ولسوء الحظ، تؤدي تلك السلسة من الأعراض إلى المزيد من سوء التغذية، مما يؤدي إلى تضخيم حجم البلاجرا.
يوجد مشكلة سوء تغذية أخرى ألا وهي نقص فيتامين ( أ ). وتظهر بشكل خاص في المقاطعة الشمالية، وكوازولو/ناتال، ومبومالانجا، والمنطقة الشمالية الغربية، وكيب الشرقية التابعة لجنوب أفريقيا. أُجريت مجموعة استشارات فيتامين ( أ ) في جنوب أفريقيا   (SAVACG)دراسة استقصائية وطنية لوزارة الصحة في جنوب أفريقيا موضحة أن واحدًا من أصل ثلاثة أطفال دون سن السادسة يعاني من نقص فيتامين( أ ). إن فيتامين ( أ ) ضروري من أجل رؤية جيدة، ويمكن لنقص هذه المادة أن يؤدي إلى إعاقات بصرية، ربما العمى. أظهرت منظمة الصحة العالمية أن نصف الأطفال المكفوفين الذين يعانون من نقص فيتامين( أ )، يموتون في خلال عام بسبب الآثار الضارة لفيتامين( أ ) على الجهاز المناعي.
إن نقص فيتامين ( ج ) له أيضاً آثار ضارة على سكان جنوب أفريقيا. ووجد سابقًا أن مرض الإستربوط منتشر بين سكان محددين في مناطق التعدين في جنوب أفريقيا، ويتطور من نقص كبير في فيتامين ( ج ). يسبب هذا المرض الضعف، وفقر الدم، نزيف الجلد، وأمراض اللثة (التهاب اللثة). إن فيتامين( ج ) يلعب دورًا حيويًا في تكوين الأنسجة الضامة، فوجود نقص في ذلك يؤدي إلى مضاعفات في الجهاز المناعي، امتصاص الحديد، استقلاب الكولسترول.